# Fußball-Landesklasse Sachsen-Anhalt 1948/49
Die Fußball-Landesklasse Sachsen-Anhalt 1948/49 war die erste Austragung der Fußball-Landesklasse Sachsen-Anhalt. Anders als zum Beispiel in den Landesklassen Brandenburg und Mecklenburg erfolgte die Einführung einer obersten Landesklasse in Sachsen-Anhalt erst zu dieser Spielzeit. Bis 1948 wurden in Sachsen-Anhalt nur Fußballmeisterschaften auf Kreisebene ausgetragen. Diese ermittelten im Pokalmodus lediglich die zwei Vertreter für die Fußball-Ostzonenmeisterschaft 1948.
Die 20 stärksten Vereine aus der Vorsaison qualifizierten sich für die neu geschaffene Landesklasse. Diese wurde in zwei Staffeln im Rundenturnier ausgetragen, beide Staffelsieger qualifizierten sich für das Finale, in dem der sachsen-anhaltische Fußballmeister ermittelt wurde. Die ZSG Union Halle konnte sich am Ende durchsetzen und qualifizierte sich mit diesem Sieg für die Fußball-Ostzonenmeisterschaft 1949, welche der Verein nach Siegen über die SG Dresden-Friedrichstadt, die SG Eintracht Stendal und die SG Fortuna Erfurt gewinnen konnte. Der Vizemeister SG Eintracht Stendal qualifizierte sich ebenfalls für die Ostzonenmeisterschaft und unterlag im Halbfinale der ZSG Union Halle.
Durch die Einführung der DDR-Oberliga war die Landesklasse ab kommender Spielzeit nur noch zweitklassig. Halle und Stendal qualifizierten sich für diese Liga. Da die BSG Waggonbau Dessau den FDGB-Pokal 1949 gewinnen konnte, stieg dieser ebenfalls in die neue Oberliga auf. Zur kommenden Spielzeit wurde die Anzahl der Mannschaften pro Staffel erhöht.

## Staffel 1
| Pl. | Verein                           | Sp. | S  | U | N  | Tore    | Quote | Punkte |
| --- | -------------------------------- | --- | -- | - | -- | ------- | ----- | ------ |
| 1.  | SG Eintracht Stendal             | 18  | 12 | 5 | 1  | 041:190 | 2,16  | 29:70  |
| 2.  | SG Schönebeck-Altstadt           | 18  | 9  | 4 | 5  | 031:200 | 1,55  | 22:14  |
| 3.  | SG Eintracht Magdeburg-Altstadt  | 18  | 8  | 4 | 6  | 041:250 | 1,64  | 20:16  |
| 4.  | SG Sportfreunde Burg             | 18  | 8  | 4 | 6  | 040:260 | 1,54  | 20:16  |
| 5.  | SG Hötensleben                   | 18  | 8  | 3 | 7  | 045:360 | 1,25  | 19:17  |
| 6.  | SG Fortuna Halberstadt           | 18  | 8  | 2 | 8  | 038:290 | 1,31  | 18:18  |
| 7.  | SG Oschersleben                  | 18  | 6  | 5 | 7  | 036:460 | 0,78  | 17:19  |
| 8.  | ZSG Geschwister Scholl Salzwedel | 18  | 5  | 5 | 8  | 024:430 | 0,56  | 15:21  |
| 9.  | SG Hadmersleben                  | 18  | 4  | 3 | 11 | 020:450 | 0,44  | 11:25  |
| 10. | SG Ilsenburg                     | 18  | 4  | 1 | 13 | 027:520 | 0,52  | 09:27  |

## Staffel 2
| Pl. | Verein                   | Sp. | Tore  | Quote | Punkte |
| --- | ------------------------ | --- | ----- | ----- | ------ |
| 01. | SG Freiimfelde Halle     | 18  | 57:28 | 2,04  | 28:80  |
| 02. | BSG Waggonbau Dessau (P) | 18  | 44:25 | 1,79  | 25:11  |
| 03. | SG Weißenfels-Süd        | 18  | 38:27 | 1,41  | 20:16  |
| 04. | SG Eintracht Bernburg    | 18  | 38:30 | 1,27  | 20:16  |
| 05. | SG Sandersdorf           | 18  | 32:28 | 1,14  | 19:17  |
| 06. | SG Köthen-Süd            | 18  | 33:28 | 1,18  | 18:18  |
| 07. | SG Allstedt              | 18  | 39:49 | 0,80  | 16:20  |
| 08. | SG Baalberge             | 18  | 49:52 | 0,94  | 14:22  |
| 09. | SG Roitzsch              | 18  | 19:38 | 0,50  | 13:23  |
| 10. | SG Belgern               | 18  | 24:68 | 0,35  | 07:29  |

| (P) | Sieger FDGB-Pokal 1949 |

## Finale
| Paarung              | ZSG Union Halle – SG Eintracht Stendal |
| Ergebnis             | 2:0 (0:0) |
| Datum                | 10. April 1949 |
| Stadion              | Stadion am Königsweg, Magdeburg |
| Zuschauer            | 10.000 |
| Tore                 | 1:0 Theile (60.) 2:0 Rappsilber (??.) |
| ZSG Union Halle      | Horst Schmidt, Fritz Belger, Horst Blüher, Walter Huch, Karl-Heinz Scheer, Kurt Fritzsche, Rolf Theile, Otto Werkmeister, Herbert Rappsilber, Paul Brandt, Karl Gola        |
| SG Eintracht Stendal | Marcello Parisini, Willy Rummel, Helmut Muthke, Karl-Heinz Lahutta, Herbert Zerenka, Kurt Brüggemann, Fritz Laibner, Fritz Wittenbecher, Hans-Joachim Alpert, Otto Westphal |